# Colleen Bell
Colleen Bradley Bell  (leánykori nevén Colleen Clark Bradley) (Evanston, Illinois, 1967. január 30. –) amerikai diplomata, televíziós producer, aki vezető szerepet tölt be több civil környezetvédelmi, társadalmi és művészeti szervezetben. 2014. december 2. és 
2017. január 20. között az Amerikai Egyesült Államok magyarországi nagykövete volt.

## Élete
Colleen Bell 1967. január 30-án született az Illinois állambeli Evanstonban, Chicago egyik elővárosában. Apja, Edward Bradley, ügyvéd, anyja, Sheila belsőépítész. Bell a virginiai Sweet Briar College egyetemen szerezte diplomáját politikatudományból és közgazdaságtanból. (Harmadéves korában egy évig a skóciai St. Andrews-i Egyetemen tanult.)  Ezután a későbbi férje Bell-Phillip Television Productions nevű cégénél helyezkedett el Los Angelesben, és különböző beosztásokban (2012-től a Gazdagok és szépek című szappanopera producereként) itt dolgozott egészen nagyköveti kinevezéséig.

## Magyarországi nagyköveti kinevezése
Barack Obama elnök 2013. november 6-án a magyarországi nagyköveti posztra jelölte Bellt. A producert politikai kinevezettnek tartják, mivel a New York Times adatai szerint az elnök újraválasztási kampányához kétmillió dollárt gyűjtött, ezzel a 13. legnagyobb támogató volt.
A kinevezéshez a szenátus jóváhagyása szükséges, és mivel erre az ülésszak végéig nem került sor, az elnök 2014. január 6-án, az új ülésszak kezdetén megerősítette a jelölést. Január 16-án a szenátus külügyi bizottsága meghallgatta a nagykövetjelöltet, aki John McCain szenátornak az USA magyarországi stratégiai érdekeit firtató kérdésére csak általánosságokban tudott válaszolni.
Bell (és két másik nagykövetjelölt) kinevezését a külügyi dolgozók szakmai szervezetének 15 volt vezetője nyílt levélben ellenezte, McCain szenátor pedig különösen éles szavakkal biztatta kollégáit, hogy szavazzanak Bell kinevezése ellen, mert szerinte „Magyarország nagyon fontos ország, ahol most rossz dolgok zajlanak”.  A szenátor felszólalását a következő szavakkal zárta:
|  | „Nem a politikai kinevezésekkel van bajom. Nem azokkal van a bajom. Értem én, hogy hogy működik ez a dolog. De gondoljanak bele: egy nemzet a határán van annak, hogy feladja a szuverenitását egy újfasiszta diktátornak, lefeküdjön Vlagyimir Putyinnak, mi pedig a Gazdagok és szépek producerét küldjük oda nagykövetnek. Arra kérem kollégáimat, hogy vessenek véget ennek a komédiának. Szavazzanak nemmel! ” |
|  | |

Colleen Bell nagyköveti kinevezését 2014. december 2-án 52 szavazattal 42 ellenében jóváhagyta a szenátus.
McCain beszéde Magyarországon is feltűnést keltett. A magyar kormány bekérette André Goodfriend ideiglenes amerikai ügyvivőt és közölte, hogy elfogadhatatlannak tartja és határozottan visszautasítja a szenátor szavait és arra kérték az amerikai tisztviselőket, hogy „Magyarországot érintő kijelentéseik megtétele előtt tájékozódjanak a tényekről annak érdekében, hogy nyilatkozataik ne nélkülözzék a valóságalapot”. A kormány mindemellett üdvözli, hogy helyreáll az Egyesült Államok teljes értékű diplomáciai képviselete Magyarországon.
Az Egyesült Államok külügyminisztériuma elhatárolódott az ellenzéki szenátor véleményétől, a rá jellemző színes megnyilatkozások egyikének tartva azt. A tárca szóvivője kijelentette, hogy kormánya nem ért egyet a republikánus szenátorral:
|  | „Szerintem nem meglepő, hogy vannak McCain szenátor által támogatott nézetek, amelyeket mi nem osztunk. (...) Nyilvánvalóan kifejezzük az aggályainkat, amikor felmerülnek. Nem használnám azokat szavakat, amiket McCain szenátor használt.” |
|  | |

Colleen Bell 2015. január 19-én érkezett meg Budapestre és január 21-én átadta megbízólevelét Áder János magyar köztársasági elnöknek.
2017 januárjában, a nagykövetség éléről történő távozásakor, a magyar-amerikai kapcsolatok ápolása és elmélyítése iránt elkötelezett munkája elismeréseként megkapta Magyar Érdemrend középkeresztje kitüntetést.

## Családja
Colleen Bell 1991. október 4-én Evanstonban házasodott össze gyerekkori barátjával, Bradley Phillip Bell-lel római katolikus szertartás szerint. A házaspárnak négy gyermeke van: Bradley, Caroline, Charlotte és Oliver.